# Oviedo (stacja kolejowa)
Oviedo – stacja kolejowa w Oviedo, w prowincji Asturia, w Hiszpanii. Stacja posiada 4 perony.